# Lydia Kyasht
Lydia Kyasht (in russo Лидия Георгиевна Кякшт?, Lidija Georgievna Kjašt; San Pietroburgo, 25 marzo 1885 – Londra, 11 gennaio 1959) è stata una ballerina russa naturalizzata britannica.

## Biografia
Dopo gli studi alla Scuola Imperiale del Balletto di San Pietroburgo sotto la guida di Pavel Gerdt, debuttò al Teatro Mariinskij, dove si esibì fino al 1908. Fu solista al Teatro Bol'šoj dal 1903 al 1904 e, stando ad una sua dichiarazione, fu la prima a ballare La morte del cigno di Michel Fokine. Dal 1908 al 1913 fu prima ballerina all'Empire Theatre di Londra e si esibì con i Balletti russi di Sergej Pavlovič Djagilev, debuttando anche a New York nel 1914. Dopo un breve periodo in patria si stabilì definitivamente a Londra, dove fondò la sua scuola di danza. Nel 1939 fondò la sua compagnia Ballet de la Jeunesse Anglaise e l'anno successivo diresse il Lydia Kyasht Ballet. Nel dopoguerra insegnò alla Legat School. Suo fratello fu Georgij Georgievič Kjašt, solista del Teatro Mariinskij. Fu autrice di Romantic Recollections (1929).